# NGC 7544
NGC 7544 is een lensvormig sterrenstelsel in het sterrenbeeld Vissen. Het hemelobject werd op 18 november 1864 ontdekt door de Duitse astronoom Albert Marth.

## Synoniemen
- NPM1G -02.0508
- PGC 70811